# Prix René-Petiet
 (juillet 2025).
Motif : Ce prix de l'Académie française honorant un écrivain qui n'a même pas sa page sur WP (voir le lien rouge) est-il si connu que cela ? Aucun des romans primés n'a de page sur l'encyclopédie. A vérifier.
- Archive Wikiwix
- Bing
- Cairn
- DuckDuckGo
- E. Universalis
- Gallica
- Google
- G. Books
- G. News
- G. Scholar
- Persée
- Qwant
- (zh) Baidu
- (ru) Yandex
- (wd) trouver des œuvres sur Wikidata

| 1. | Préciser le motif de la pose du bandeau. | Précisez le motif de la pose du bandeau en utilisant la syntaxe suivante : {{admissibilité à vérifier\|date=juillet 2025\|motif=remplacez ce texte par le motif}}                     |
| 2. | Informer les utilisateurs concernés.     | Pensez à avertir le créateur de l'article, par exemple, en insérant le code ci-dessous sur sa page de discussion : {{subst:avertissement admissibilité à vérifier\|Prix René-Petiet}} |

Le Prix René-Petiet est un Prix de l'Académie française annuel, rendant hommage à René Petiet. Il est remis dans le domaine de l'histoire depuis 1950. Il est attribué à « un écrivain d'histoire provinciale de l'ouest (Angoumois, Poitou, Aunis, Saintonge, Bretagne) ». Il n'est plus attribué depuis 1989.

## Liste des lauréats
- 1950 - 1965 : pas d'information.
- 1966 : Serge Dahoui, L’Ardèche intime au fil de l’eau, 250 FRF (376,54 EUR2023) - François Tuloup, Histoire générale de Saint-Malo, 300 FRF (451,85 EUR2023) - Henri Sinègre, Ensemble de ses travaux sur la Lozère, 250 FRF (376,54 EUR2023).
- 1967 : pas de prix
- 1968 : pas de prix
- 1969 : François Tuloup, Bertrand-François de La Bourdonnais et la Compagnie des Indes, 500 FRF (658,88 EUR2023).
- 1970 : Claude Bartissol, Connigis, Monthurel. Saint-Eugène, trois villages de la vallée de Surmelin, 500 FRF (626,16 EUR2023) - Michel de Galzain, Coëtquidan, 500 FRF (626,16 EUR2023) - Henri Perrochon, Portraits et silhouettes du passé vaudois, médaille - Jean Roblin, Chronique caudacienne, 500 FRF (626,16 EUR2023) - E. Monier, Dinan mille ans d’histoire, 500 FRF (626,16 EUR2023).
- 1971 : Louis Suire, Images du Pays d’Ouest, 750 FRF (888,89 EUR2023).
- 1972 : Raymond Doussinet, Ensemble de ses travaux sur le pays saintongeais, 800 FRF (893,18 EUR2023).
- 1973 : Joseph Schermarck, La maison de France en Bretagne, 500 FRF (511,08 EUR2023).
- 1974 : Pierre de La Condamine, Pontgallec, 1 500 FRF (1 347,83 EUR2023) - Armel de Wismes, La vie quotidienne dans les ports bretons au XVIIe et XVIIIe siècles, 500 FRF (449,28 EUR2023).
- 1975 :  Jeanne Laurent, Bretagne et Bretons, 1 000 FRF (804,14 EUR2023) - Pierre Dubourg-Noves, Les Pays de Charente en 300 images, 1 000 FRF (804,14 EUR2023).
- 1976 : André Bouton, Le Maine. Histoire économique et sociale. Les temps antiques, 2 000 FRF (1 466,68 EUR2023).
- 1977 : Guy Barruol, Provence romane, 2 000 FRF (1 341,44 EUR2023).
- 1978 : Michel de Mauny, Le Pays de Léo, 3 000 FRF (1 844,94 EUR2023) - Michel de Galzain, Le temps qui passe à Vannes, 2 000 FRF (1 229,96 EUR2023) - Pierre Martin-Civat, Gensac, La Pallue et Roissac , 1 500 FRF - Pierre de La Condamine, Un jour d’été à Saint-Cast, 1 500 FRF (922,47 EUR2023).
- 1979 : Claude Lauriol, La Beaumette, 3 000 FRF (1 665,36 EUR2023) - Michel Planchon, Quand la Normandie était aux Vikings (de Rollon à Guillaume le Conquérant) , 3 000 FRF (1 665,36 EUR2023) - Paul Daumas, L’Almanach de Brioude et de son arrondissement, 3 000 FRF (1 665,36 EUR2023) - Daniel de La Motte-Rouge, Châtellenie de Lamballe. Vieilles demeures et vieilles gens, 3 000 FRF (1 665,36 EUR2023) - Charles Mendes, Au sujet du « Tro-Breiz », 2 500 FRF (1 387,8 EUR2023) - Francis Hazard, Le Château Le Gendre à Rouen et ses souterrains (XVIIe – XXe siècles) , médaille d’argent.
- 1980 : Jacques Choffel, La Bretagne sous l'orage Plantagenêt, 2 000 FRF (977,78 EUR2023).
- 1981 : Jean-Marie Le Guevellou, Une famille de bretons du Moyen Âge à nos jours, 3 000 FRF (1 293,33 EUR2023) - Paul Butel et Jean-Pierre Poussou, La vie quotidienne à Bordeaux au XVIIIe siècle, 1 500 FRF (646,67 EUR2023).
- 1982 : Léon Fleuriot, Les origines de la Bretagne, 3 000 FRF (1 156,62 EUR2023).
- 1983 : Bertrand de Viviès, Cultes particuliers, pratiques coutumières, rites , 5 000 FRF (1 758,45 EUR2023) - Elie Fournier, Ouragan sur la Vendée, 3 000 FRF (1 055,07 EUR2023) - Pierre Martin-Civat, Histoire de Cognac et des Cognaçais, 3 000 FRF (1 055,07 EUR2023) - Robert Mineau, Les vieux parler poitevins : Histoire, phonétique, grammaire, médaille - Pierre Terver, L’Isle-Adam au temps de la Révolution française et du Directoire, 1789-1799, 3 000 FRF (1 055,07 EUR2023).
- 1984 : Pierre de La Condamine, Le combat des cardinaux. 20 novembre 1759, baie de Quiberon et rade du Croisic , 3 000 FRF (982,35 EUR2023) - Jean Pascal, Les députés bretons de 1789 à 1983, médaille d’argent - François Julien-Labruyère, Paysans charentais. Histoire des campagnes d’Aunis, médaille d'argent.
- 1985 : André Lespagnol, Histoire de Saint-Malo et du pays malouin, 5 000 FRF (1 637,25 EUR2023) - Jean Epois, D’Elbée ou l’Épiphanie sanglante, 3 000 FRF (928,38 EUR2023) - Marcel Buffé, Une cité dans l’histoire, Châteaubriant, médaille.
- 1986 :  Jean-Claude Menes, La Mer et les Chouans, 4 000 FRF (1 205,72 EUR2023).
- 1987 : Jean-Pierre Chaline, L’Affaire Noiret, 5 000 FRF (1 461,2 EUR2023) - Gilles Ollivier, Les Couvents et la Ville, médaille de bronze. - Reynald Sécher, La Chapelle-Basse-Mer, village vendéen, médaille de bronze.
- 1988 : Jacques Aman, Une campagne navale méconnue à la veille de la guerre de Sept ans, 5 000 FRF (1 422,85 EUR2023).
- 1989 : Noël-Yves Tonnerre et André Chédeville, La Bretagne féodale, XIe – XIIIe siècle, médaille d’argent.